# Trygghetspartiet
Trygghetspartiet (TRP) var ett svenskt politiskt parti. Partiet bildades 2016 för att värna om de äldres intressen i samhället. I valet 2018 vann partiet ett mandat i Laholms kommunfullmäktige.

## Ideologi
Partiets primära mål var att tvärpolitiskt verka för svenska pensionärers intressen och även att tillvarata äldres kunskaper, kompetenser och delaktighet i samhället. 

## Historia
Partiet startades 2016 av Birger Nilsson som fram till dess var styrelseordförande i Helsingborgsavdelningen för partiet SPI Välfärden (tidigare Svenska Pensionärers Intresseparti). En falang ur SPI Välfärden i Halmstad anslöt sig till Trygghetspartiet.
Slitningar gjorde att Trygghetspartiet i Laholm hamnade i konflikt med rikspartiet 2020. Inger Reinfeldt, som var det lokala partiets representant i fullmäktige, startade då Nya Trygghetspartiet, som blev fullvärdig medlem i rikspartiet Trygghetspartiet och valde att sitta kvar på sin plats som politisk vilde. Bråket ledde till att rikspartiets ordförande Gary Krabb lämnade posten och Erling Hansen blev ny partiledare, och Nya Trygghetspartiet tvingades lämna rikspartiet.
I juni 2023 meddelade partiet att det skulle läggas ned.

## Valresultat

### Riksdagsval
I riksdagsvalet 2018 fick partiet 511 röster vilket motsvarade 0,01% av rösterna. I riksdagsvalet 2022 fick partiet 66 röster.

### Kommunalval
Partiet ställde upp i flera kommuner i valet 2018. I Laholm fick partiet 265 röster (2,3 procent) vilket gav dem ett mandat i kommunfullmäktige. I nästföljande val, 2022, ställde partiet inte upp i Laholm.

### EU-val
Inför EU-valet 2024 anmälde partiet en valsedel med åtta personer, med Dan Nilsson från Halmstad som första namn. Partiet erhöll 36 röster (0,0009 procent), vilket var mindre än de 53 röster de fick i EU-valet 2019.